# Черви, Джино
Джино Черви (итал. Gino Cervi; 1901—1974) — итальянский актёр.

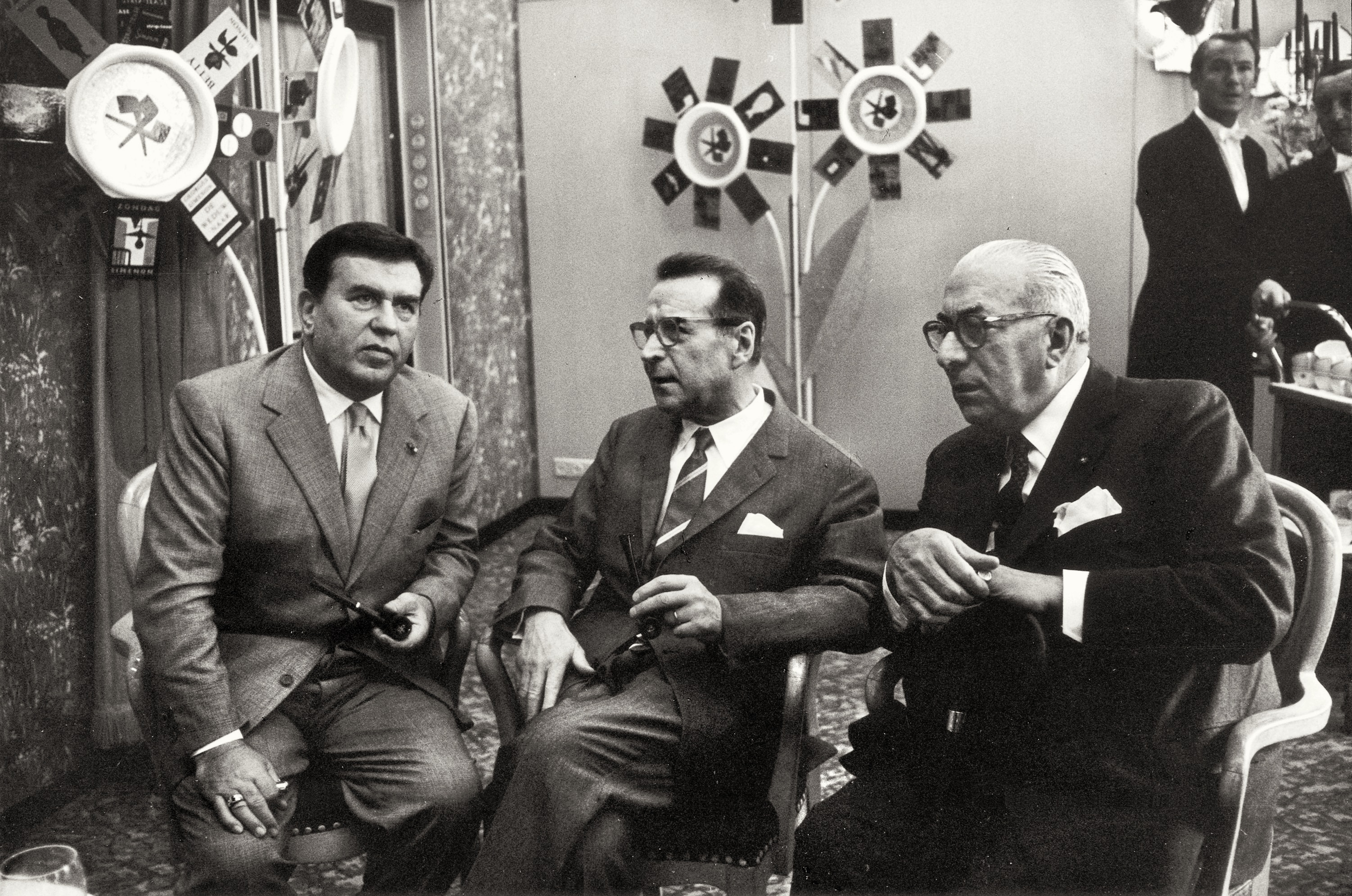
Джино Черви, Жорж Сименон, Арнольдо Мондадори

## Биография
Родился 3 мая 1901 года в Болонье, сын театрального критика Антонио Черви. В 1924 году начал актёрскую карьеру в труппе Альды Борелли, в 1925 году перешёл в труппу Луиджи Пиранделло, затем в труппу Тофано — Мальтальяти и в 1938 году оказался в римском театре «Элизео» среди лучших актёров Италии. Занялся режиссурой, не оставив и актёрского ремесла. Наибольшее внимание привлекли его постановки «Двенадцатой ночи» и «Виндзорских насмешниц» Шекспира, инсценировка «Игрока» Достоевского, «Но это несерьёзно!» (ит.) Пиранделло, «Сирано де Бержерак» Ростана, «Кардинал Ламбертини» (ит.) Альфредо Тестони.
В 1932 году впервые появился в кино, начав с небольшой роли в приключенческом фильме Дженнаро Ригелли о лётчиках «Лазурная армия» (ит.). Основными актёрскими работами Черви в итальянском предвоенном кино стали роли в фильмах режиссёра Алессандро Блазетти — «Альдебаран» (ит.) в 1935 году, «Этторе Фьерамоска» в 1938 году и «Приключение Сальватора Розы» (ит.) в 1939. После войны основным его достижением стала серия фильмов о Доне Камилло, в которой он сыграл одну из главных ролей.

## Фильмография

### 1930-е
- 1935 — Aldebaran — коммодор Коррада Валери
- 1936 — I due sergenti — комендант Федерико Мартелли / сержант Гульермо Сальвони
- 1937 — Gli uomini non sono ingrati — Ференц Хорват
- 1938 — Этторе Фиерамоска — Этторе Ферамоска
- 1939 — Приключение Сальватора Розы / Un’avventura di Salvator Rosa — Сальватор Роса
- 1940 — Melodie eterne — Вольфганг Амадей Моцарт

### 1940-е
- 1941 — Обручённые / I promessi sposi, La — Ренцо Трамальяно
- 1941 — Железная корона / Corona di ferro, La — Седемонда
- 1942 — Четыре шага в облаках / 4 passi fra le nuvole — Паоло Бьянчи
- 1942 — Дон Сезар де Базан — Дон Сезар де Базан
- 1946 — Чёрный орёл / Aquila Nera — Кирилл Петрович
- 1948 — Анна Каренина / Anna Karenina — Энрико
- 1948 — Отверженные / I miserabili — Жан Вальжан
- 1950 — Хроника одной любви / Cronaca di un amore

### 1950-е
- 1951 — Запрещённый Христос / Cristo proibito, Il — пономарь
- 1952 — Маленький мир дона Камилло / Petit monde de Don Camillo — Джузеппе Боттацци
- 1952 — Царица Савская / Regina di Saba, La — царь Соломон
- 1953 — Дама без камелий / Signora senza camelie, La — Эрколе
- 1953 — Возвращение дона Камилло / Retour de Don Camillo, Le — Джузеппе Боттацци
- 1953 — Три мушкетёра / Trois mousquetaires, Les — Портос
- 1953 — Вокзал Термини / Stazione Termini — комиссар полиции
- 1954 — Тайны Версаля (/ Si Versailles m'était conté — Калиостро
- 1955 — Большая драка дона Камилло / Don Camillo e l’on. Peppone — Джузеппе Боттацци
- 1955 — Шелест / Frou-Frou — князь Владимир Билинский
- 1958 — Обнажённая Маха / Naked Maja, The — Карл IV
- 1959 — Большой начальник / Grand chef, Le — Пауло

### 1960-е
- 1961 — Восстание рабов / Rivolta degli schiavi, La — Фабио
- 1961 — Долгая ночь сорок третьего года / Lunga notte del '43, La — Карло Аретузи
- 1961 — Дон Камилло, монсеньор / Don Camillo monsignore ma non troppo — Джузеппе Боттацци
- 1961 — Как хорошо жить / Che gioia vivere — Олинто Фоссати
- 1962 — Преступление не выгодно / Crime ne paie pas, Le — Инквизитор
- 1962 — Да здравствует музыка / Cambio della guardia, Il — Марио Виницио
- 1962 — Самый короткий день / Giorno più corto, Il — полковник Даини
- 1963 — Добрый король Дагобер / Bon roi Dagobert, Le — Сент-Элой
- 1964 — Бекет / Becket — кардинал Дзамбелли
- 1965 — Дон Камилло в России / Compagno Don Camillo, Il — Джузеппе Боттацци
- 1967 — Другие, другие и мы / Altri, gli altri e noi, Gli
- 1964—1972 — Расследования комиссара Мегрэ (сериал) — комиссар Мегрэ
- 1970 — Don Camillo e i giovani d’oggi — Джузеппе Боттацци
- 1972 — I racconti romani di una ex novizia — папа Лев X
- 1972 — Fratello ladro — Дон Лино
- 1972 — Uccidere in silenzio — Ноно Девото